# Cunobelino

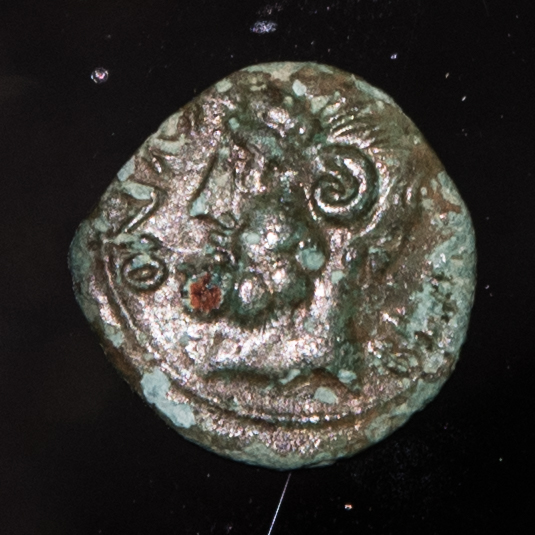
Moedas de bronze de Cunobelino.

Cunobelino ou Cunobelinos (em latim: Cunobelinus; em grego: Κυνοβελλίνος; romaniz.: Kynobellinus; final do século I a.C.–40 d.C.) foi rei da tribo dos Catuvelaunos nos tempos prévios à conquista romana da Britânia.
É mencionado pelos historiadores clássicos Suetônio, quem o chama Rex Britannorum ("rei dos britânicos"), e Dião Cássio. Conservam-se numerosas moedas com o seu nome gravado. Também aparece nas lendas britânicas como Cimbelino Cynfelyn, Kymbelinus ou Cymbeline (Cimbelino, inspiração e nome de uma obra de teatro de William Shakespeare). O seu nome significaria "o cão do deus Belinos".

## História

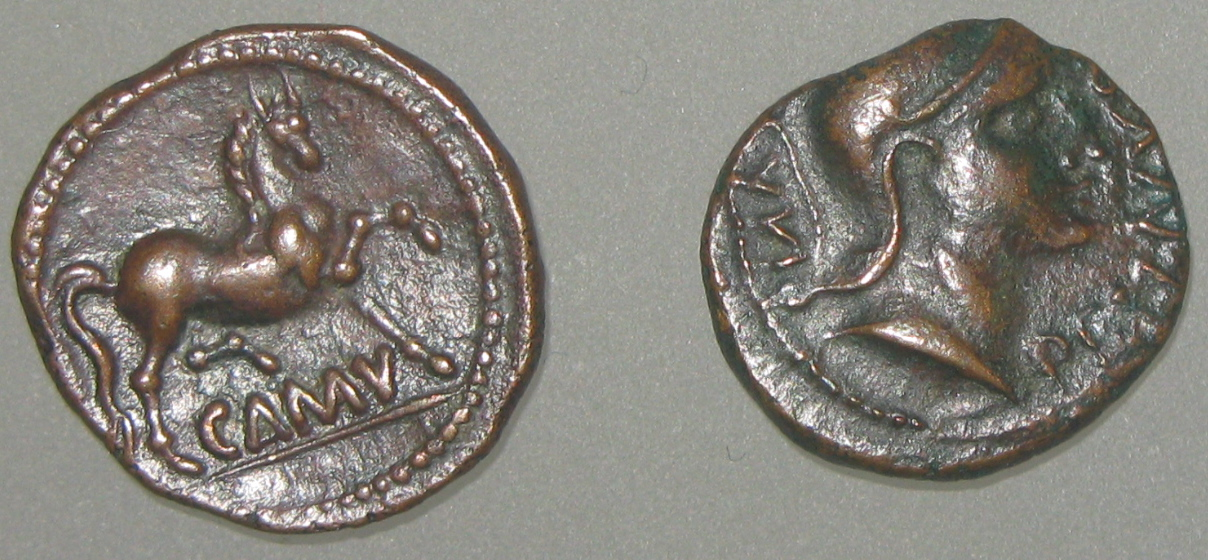
Moedas de bronze de Cunobelino encontradas no Tâmisa.

Segundo se infere das provas numismáticas, Cunobelino teria tomado o poder por volta de 9 a.C., data de cunhagem de moedas em Camuloduno (capital dos Trinovantes) e Verulâmio (capital dos Catuvelaunos). 
Algumas das moedas encontradas em Verulâmio registram que era filho de Tasciovano, anterior rei dos Catuvelaunos.
Provavelmente aproveitando a desastrosa derrota romana às mãos dos germanos na Batalha da floresta de Teutoburgo no ano 9, Cunobelino atacou exitosamente os seus vizinhos os trinovantes, povo aliado dos romanos segundo um tratado acordado por Júlio César na sua invasão de 54, motivo pelo qual, as primeiras moedas cunhadas que se conservam são, porém, de Camuloduno, e incluem uma palma ou coroa de louro (motivo tomado dos romanos que indica uma vitória militar). 
Roma aceitou o fato consumado e, em diante, Cunobelino manteve uma política decididamente pró-romana, incrementando o intercâmbio comercial com o continente. Em efeito, os achados arqueológicos mostram um aumento significativo dos bens de luxo importados do império, entre eles vinho e copos de vidro da Itália, azeite de oliva e molhos de peixe da Hispânia, cristalaria, joalharia e louça da Gália, etc., os quais, levando em conta a sua distribuição, parecem entrar na Grã-Bretanha através do porto de Camuloduno. Estrabo deixa também registro do lucrativo comércio de Roma com a Grã-Bretanha: as exportações da ilha incluem grão, ouro, prata, ferro, peles, escravos e cães de caça.
Cunobelino usou o título rex ("rei") e motivos romanos clássicos nas suas moedas. Foi provavelmente um dos reis britânicos que, de acordo com  Estrabão, enviou embaixadas a Otaviano. 
Teve três filhos, Admínio, Togoduno e Carataco, e um irmão, Epático. Este último adquiriu grande influência no território dos Atrébates em princípios dos anos 20 do século I, tomando a sua capital Caleva (Silchester) por volta de 25, e continuou expandindo o seu território até a sua morte em 35, após a qual os Atrébates puderam recuperar parte da sua terra, enquanto o seu sobrinho Carataco se encarregou do resto. 
Tanto o seu irmão Epático quanto os seus filhos, Togoduno e Carataco, acercaram-se ao setor druida, profundamente anti-romano, enquanto Admínio, que tinha o controle de Kent, permanecia como fiel aliado de Roma. Quando declinou o poder do rei, já doente, Cunobelino cedeu e decidiu desterrar Admínio, que buscou refúgio e apoio em Roma, governada então por Calígula. O imperador dispôs então uma invasão da Grã-Bretanha, a qual se converteu numa farsa quando, frente ao Canal da Mancha, impossibilitado de cruzar pelo mau tempo, ordenou aos seus soldados atacar as ondas e recolher conchas marinhas como pilhagem da vitória sobre Neptuno.
Carataco completou a conquista do país dos atrébates, o que forçou ao seu rei Verica a fugir para Roma, o que deu um pretexto ao novo imperador, Cláudio, a pôr em funcionamento a sua própria e efetiva invasão no ano 43.
Cunobelino faleceu em momentos em que o exército invasor sob comando de Aulo Pláucio iniciava a campanha, talvez por se encontrar doente ou às mãos do partido druida. A resistência foi assumida pelos seus filhos, Togoduno e Carataco. 
É possível, sobre a base de provas epigráficas, que Salústio Lúculo, governador romano da Britânia no final do Século I, fosse neto seu 
| Predecessor: Tasciovano | Cunobelino Rei dos Catuvelaunos | Sucessor: Togoduno |